# Kylie Treadwell
Kylie Treadwell (15 de abril de 1980) es una deportista australiana que compitió en taekwondo. Ganó una medalla de bronce en el Campeonato Mundial de Taekwondo de 1997 y una medalla de bronce en el Campeonato Asiático de Taekwondo de 2004.

## Palmarés internacional
| Campeonato Mundial  | Campeonato Mundial       | Campeonato Mundial | Campeonato Mundial |
| Año                 | Lugar                    | Medalla            | Categoría          |
| ------------------- | ------------------------ | ------------------ | ------------------ |
| 1997                | Hong Kong (China)        | Medalla de bronce  | –47 kg             |
| Campeonato Asiático |                          |                    |                    |
| Año                 | Lugar                    | Medalla            | Categoría          |
| 2004                | Seongnam (Corea del Sur) | Medalla de bronce  | –55 kg             |